# Panhard 178
A Panhard 178 (hivatalosan Automitrailleuse de Découverte Panhard modèle 1935, 178 a Panhard projektszáma) vagy "Pan-Pan" egy fejlett francia felderítő 4x4-es páncélozott autó, amelyet a francia hadsereg lovassági egységeinek fejlesztettek ki a II. világháború előtt. Négy ember fért el benne, egy hatékony 25 mm-es főfegyverzettel és egy 7,5 mm-es párhuzamosított géppuskával volt felszerelve.
E járművek egy részét 1940-ben, a franciák bukása után a németek vették át, és a Panzerspähwagen P204 (f) néven használták; néhány hónapig a júniusi fegyverszünet után a gyártás Németország javára folytatódott. A háború után a származtatott változatot, a Panhard 178B-t Franciaország ismét gyártásba vette.

## Fejlesztés
1931 decemberében a francia lovasság tervbe vett egy páncélozott harci járművet. Az egyik irányzott osztály az Automitrailleuse de Découverte vagy az AMD, a nagy távolsági felderítő járművek osztálya volt. A specifikációkat 1931. december 22-én fogalmazták meg, 1932. november 18-án változtatták meg és 1932. december 9-én hagyták jóvá. 4 tonnás súlyt, 400 kilométer hatótáv, 70 km sebességet követeltek meg. Utazási sebessége 40 km/h, fordulási kör 12 méter, 5–8 mm-es páncél, 20 mm-es fegyver és 7,5 mm-es géppuska.
1933-ban a versenytárs társaságok egyikének – a többi a Renault, a Berliet és a Latil -, amelyek javaslatot tettek, a Panhardnak megengedték a prototípus megépítését. A többi társaságot arra kérték fel, hogy készítsen prototípusokat: a Renault, két Renault VZ járművet készített, köztük egy páncélozott személyszállító változatot, a Berliet, egyetlen Berliet VUB-ot készített, a Latil pedig később, 1934 áprilisában mutatta be a tervét. A Panhard jármű 1933 októberében készen állt, és 1934 januárjában bemutatták a Bizottságnak, a Vincennes számára, Panhard voiture spéciale 178 néven. A Vincennes műhely (Avis) 13,2 mm-es géppuskás toronyval volt felszerelve, mivel a tervezett nem volt kész már. Az 1934. január 9. és február 2. közötti vizsgálat után a típust annak ellenére, hogy az előírtnál nagyobb méretekkel rendelkezik, sokkal nehezebb, mint négy tonna, a Bizottság február 15-én elfogadta azzal a feltétellel, hogy néhány apró módosítást elvégeztek. A résztvevő projektek közül amit a legjobbnak ítélték meg: a Berliet VUB, megbízható volt, de túl nehéz és hagyományos; a Latil változatnak nem volt terepkapacitása. Ősszel a lovasság kipróbálta a továbbfejlesztett prototípust, amelyben most már nem volt az eredeti típus alsó sínje. 1934 végén a típust AMD Panhard Modèle 1935 néven fogadták el. A típust APX3B toronnyal szerelték fel.
A megbízhatósággal kapcsolatos panaszok, például az ágyú repedésének észlelése és a túlmelegedés után 1937. június 29. és december 2. között új vizsgálati programot hajtottak végre, amely számos módosítást eredményezett, ideértve a hangtompító és a ventilátor felszerelését a toronyra. A végső formatervezés akkoriban nagyon fejlett volt, és még az 1970-es években is modernnek tűnt. Ez volt az első 4x4-es páncélautó, amelyet egy nagyobb országban gyártottak.

## Gyártás
A páncélozott autók összeszerelésére és festésére Párizs 13. kerületében, az Avenue d'Ivry-ben, a Panhard & Levassor gyárban került sor. Ott azonban csak az autóalkatrészeket és a kisebb szerelvényeket építették be: a páncélozott testet teljes egészében alvállalkozóként szolgáló kovácsok gyártották. Eleinte a fő szállító vállalat, a Nantes-beli Batignolles-Châtillon volt, amely havonta legfeljebb huszat szállíthatott volna; 1940-ben a Firminy kovácsmunka lett domináns. Hasonlóképpen, az Atelier de construction de Rueil (ARL) által felszerelt tornyot, ilyet az alvállalkozók is készítettek, elsősorban a Denainban működő Société française de construction mécaniques ("Cail"). A toronygyártás inkább a test mögött halad; 1939. szeptember 1-jén ez a megrendelés maradt 35 db-ra; hogy kevés remény volt a probléma megoldására, azt mutatja az 1939. október 28-án 1940 tavaszára tervezett gyártás: ötven test havonta negyven torony ellen.
Az 1934-es elfogadás idején már tizenöten döntöttek úgy, hogy 1934. április 25-én, május 20-án még tizenötöt rendelnek, testenként  275 000 frankos áron, ami drágább, mint egy korabeli francia könnyű gyalogostest. A tényleges megrendeléseket 1935. január 1-jén és április 29-én adták le, az értesítést pedig május 27-én küldték meg, tervezett kézbesítéssel 1936 január és március között. A sztrájk miatt, az első járműveket csak 1937. február 2-tól szállították; tizenkilenccel készültek el áprilisra. A két első megrendelés együttesen harminc különálló páncélautónként tekinthető, amelyek sok részletében kissé különböztek a később gyártott járművektől.
A nyolcvan járműre vonatkozó harmadik megrendelést 1935. szeptember 15-én adták meg, de csak 1937. augusztus 11-én jelentették be. Ezeket a tervek szerint 1938 január és július között szállítják, de a sztrájk, és a toronygyártás késése miatt a tényleges dátum 1938. június 24 és 1939. február 10.
További három rendelés volt, amely szállítása még a háború előtt megkezdődött: az egyik 1938. január 11-én negyven darabból állt és 1939. február 13. és július 31. között; az ugyanazon a napon gyártott 35 páncélautók egyötöde, de 1939 július és december között (a háború előtti hat hónapban) szállította a nyolcvan járművekre vonatkozó hatodik rendelést, amelyet 1938. január 18-án készítettek, és 1939 június és november között szállítottak (57-et 1939. szeptember 1. előtt). [6]
1939. szeptember 1-jén 219 járművet szállítottak prototípusokkal együtt, 71-et később. A gyártás növekedése azonban hamarosan lehetővé tette a Panhard számára, hogy csökkentse a lemaradást – legalábbis a testeknél. Decembertől kezdve a járműveket két későbbi rendelésből állították elő: a negyven jármű, amelyeket 1938. január 18-án gyártottak és 1939 december és 1940 április között készítettek; és a nyolcvan jármű 1940 januárjától május közepéig szállították. A havi szállítások: 1939 szeptemberében kilenc, októberben tizenegy, novemberben tizennyolc, december huszonkettő, 1940 januárjában huszonöt, február nyolc, márciusban tizenhat, április harminckilenc és 1940 májusában harminc. Így az AMD 35 szabványos változatának befejezett járműveiből Franciaországban összesen 339 gyártottak.
Ugyanakkor a nagyobb Panhard 178 család összes járművének gyártása sokkal magasabb volt, mivel több nem szabványos változat is létezett – és nem minden gyártás Franciaországban történt. Először volt egy rádiós jármű, melyből tizenkettőt 1937-ben, majd 1938-ban rendeltek el, amelynek értesítését 1938. december 9-én adták ki, és a 24 járművet 1939 októbere és decembere között szállították. A következő változat gyarmati változat volt, amelyből nyolcat gyártottak. A legfontosabb kiegészítés az Észak-Afrikába szánt 128 módosított jármű megrendeléséből állt. Ezenkívül a szabványos változat két utolsó megrendelése is létezett, az egyik a tizenkettőből 1939. július 22-én bejelentett, a második 1939. szeptember 27-én készült, amelyek közül mindössze tizennégy testet gyártanak Franciaországban. 
A júniusi fegyverszünet idején e parancsok közül 491 teljesült. Június 7-én 52 test volt raktáron, amelyekhez még nem volt torony; Valószínűleg június 22-ig további tíz test készült 553 teljes termeléshez: 1937-ben harminc, 1938-ban 81, 1939-ben 236 és 1940-ben 206. Az összes változat teljes gyártása: 1939 szeptemberében 24 volt, októberben 26, Novemberben 27, decemberben 33, 1940 januárjában 36, 1940 januárjában 40, márciusban 32, márciusban 42, áprilisban 42, májusban 32 és 24-ig, a június közepéig tartó megszakításig. A fegyverszünet után további 176 épült előregyártott részekből a német megszállók számára. Összesen 729-et gyártottak. 
Ezeket a termelési számokat össze lehet a termelési tervekkel. A háború előtt azt tervezték, hogy a harckocsiból havonta harminc darabot fognak gyártani. Amikor a háború valóban kitört, hamarosan rájöttek, hogy új egységek felvételére, a régebbi elhasználódott járművek cseréjére és egy  tartalék létrehozására van szükség, hogy ellensúlyozzák a harci egységek havonta elért 20%-át egy kampányhoz sokkal magasabb termelési szintre lenne szükség, még akkor is, ha a többlettes testek, idősebb tornyokkal való felszerelésének a célszerűbb. 1939. október 10-én a tervek szerint a háború időtartama alatt márciusban havonta negyvenöt, júliusban ötvenet, szeptemberben ötvenöt és 1940 novemberétől hatvanhatra növelik a termelést. A későbbi előrejelzések még pesszimistábbak voltak: ennek megfelelően az abban az időben bejelentett 657 jármű mellett 1940. április 15-én újabb 450-et rendelték el, ezek egyharmadát a rádiós változatból, és az összes megrendelés 1107-re emelkedett. A hatvan jármű kívánt csúcsértékét két hónappal 1940 szeptemberéig terjesztették elő; október 1-jén 1018 járművet kellett készíteni. A tervezett termelés azonban 1941 márciusára korlátozódott; mivel Maurice Gamelin legfelsőbb parancsnok 1940. február 27-én arra a következtetésre jutott, hogy a Weiss-i őszi események szerint az enyhén páncélozott járművek nem tudnának túlélni a csatatéren, 1941 tavaszától a Panhard 178-at a gyártósorokon a nagyobb Panhard AM-re kell kicserélni.

## Leírás
Annak érdekében, hogy hatékony hosszú távú felderítő járművé váljon, a Panhard 178-at a lehető legkisebbre tervezték. A jármű meglehetősen kicsi, csupán 4,79 m hosszú, 2,01 m széles és 2,31 m magas (a test önmagában 1,65 m). A kúpos motortér is, amelybe Panhard ISK 4FII bis V4, 6332 CC, 105 lóerős (2000 fordulat/perc) motorral lett felszerelve, nagyon alacsonyra épült, és a járműnek megkülönböztető sziluettje volt, egy kiálló harci rekesszel. Mindkét rekeszt tűzálló válaszfal választotta el egymástól. Egy nagy torony használata 26 mm-es elülső páncéllal és 13 mm-es oldalpáncéllal, kombinálva 7 mm (alsó), 9 mm (felső és glacis), 13 mm (hátul, oldalsó és elülső felépítmény) és 20 mm (orr) csavarozott és szegecselt páncéllemez a hajótest számára, ugyanakkor veszélyeztette a súlymegfontolásokat, így a jármű még mindig 8,2 tonnát sújtott. Ugyanakkor a mobilitás meglehetősen jó volt egy francia AFV számára az időszak során: a maximális sebesség 72,6 km/h, a közlekedő sebesség pedig 47 km/h és gyakorlati hatótávolsága körülbelül 300 km, amelyet két 120 és 20 literes üzemanyag-tartály tette lehetővé, amelyek közül egy a test végén található.
A terepviszonyok némileg korlátozottak voltak: bár mind a négy kereket működtették, a rugófelfüggesztés a páncélautó sebességét 42 km/h-ra korlátozta, és mindössze négy kerék tette lehetővé a hatvan cm árokáthidaló képességét.
A vezető elöl ült, nyolcfokozatú sebességváltóval és normál kormánykerékkel. A kormányművet azonnal hátra fordíthatták, hogy a sofőr asszisztense hátranézzen és a motor bal oldalán üljön (vagy az ő szempontjából: jobbra), hogy vészhelyzetben a járművet hátrafelé vezethessék, mind a négy terepjáró fokozattal, 42 km/h maximális sebességgel. Ez a "kettős hajtású" kapacitás általános a felderítő járműveknél. A második sofőrnek külön bejárati ajtó volt a test bal oldalán. Rádióoperátorként megduplázódott a parancsnok vagy a századparancsnok járműveiben, az ER29 rövid hatótávolságot, illetve az ER26 közepes hatótávolságot üzemeltetve. A távolsági kommunikáció lehetővé tétele érdekében a tizenkét páncélozott autó közül egy speciális rádiójármű volt.
Az APX3 torony, amelynek kettős nyílás van a hátulján, meglehetősen nagy volt és két személy befogadására képes, mint például az AMC 35 esetében; ez akkoriban kivételes volt a francia AFV-k számára. Az elektromosan áthaladó APX3-ban a jobb oldali parancsnok és a bal oldali lövész előnyt élvez egy toronykosárral és elegendő látókészülékkel, beleértve egy periszkópot (egy késői példákban Gundlach típusúak) és egy PPL.RX.168 episzkópot. A fegyverzet először egy újonnan kifejlesztett 20 mm-es fegyver volt; amikor ez nem felelt meg, egy 37 mm-es Modèle 16 fegyvert szereltek fel, amely szabványos a páncélozott autókhoz, de ezt elutasították a páncélellenes képessége miatt. Ehelyett a 25 mm-es SA 35-et választották, a szokásos francia páncéltörő ágyú, a 25 mm-es Hotchkiss modèle 34. rövidített L/47.2 származékát. Az L711 látószöggel lett felszerelve. A rövidebb torony kompenzálására nehezebb töltéseket használnak, még enyhén is jobb 950 m/s torkolati sebességet adva. Az ágyú maximális páncél-átlövése körülbelül ötven milliméter volt, ha volfrámkört használtak; a 380 g-os könnyű lövedéket könnyen le lehet hajtani egy lejtős páncél segítségével, még egy 45°-os szöget  nyújtva, amely körülbelül 100%-kal nagyobb védelmet nyújt a páncél vastagságán, a vízszintes sík mentén mérve. A német tankoknak azonban függőleges lemezeik voltak, és 800 méterig voltak sérülékenyek; másrészről a könnyű lövedék, még akkor is, ha behatolt, gyakran nem tudott kigyújtani egy ellenséges járművet; néha tizenöt lövésre volt szükség ennek eléréséhez; 150 lövedéket tároltak.
A másodlagos fegyverzet egy koaxiális Reibel 7,5 mm-es géppuska, [1] 3750 tölténnyel, melyek közül 1500 páncéltörő volt. A vezetőktől jobbra egy tartalék géppuskát szállítottak, amelyet fel lehet szerelni a torony tetejére a légi elhárítás érdekében. Tárait a harci rekesz belső falán hordozták, ideértve a jobb oldalon lévő nagy bejárati ajtót.
A tapasztalatok azt mutatták, hogy a típusnak számos hiányossága van: gyenge tengelykapcsoló, lassú toronyforgás, zsúfolt belső tér, megbízhatatlan rádiókészülékek, gyenge terepjáró képesség és nagyon zajos fékek. Másrészt megbízható, könnyű utakon vezetni, és a motor mint ilyen meglehetősen csendes; a felderítő jármű minden kívánatos tulajdonsága.